# Marita Bergström
Karin Marita Bergström född  21 mars 1944 i Kristinehamn, är en svensk konstnär och bildlärare.
Bergström studerade vid Gerlesborgsskolan i Stockholm 1962, Bildlärarexamen 1968, samt kurser i miljövänlig koppargrafik 1998-1999. Efter studierna har hon varit verksam som bildlärare i Luleå innan hon övergick till att bara arbeta med sitt eget skapande. Hon har ställt ut separat på bland annat Kvinnobiblioteket i Luleå, Jazzomat i Luleå, Kalix Konsthall och Lilla Galleriet i Boden. Hon har medverkat i samlingsutställningar på Väsby Konsthall, Konstens hus i Luleå, 4th och 5th Lessedra World art print annual i Sofia Bulgarien, Edsviks konsthall i Sollentuna, Galleri Skåda i Luleå, Ralph Lundstengården i Luleå, Sunderby sjukhus, Ekoarenan i Luleå och Galleri Lindberg i Luleå. 
Hennes konst består av olja, akryl och koppargrafik. 